# Hein Godenwind (Schiff, 1960)
Das Motorschiff Hein Godenwind war ein auf der Sietas-Werft in Hamburg-Neuenfelde gebautes Seebäderschiff des Typs 19, von dem nur ein Exemplar entstand. Der Name geht zurück auf die niederdeutsche Erzählung „Hein Godenwind, de Admiral von Moskitonien“ von Gorch Fock.

## Geschichte
Das Schiff wurde unter der Baunummer 467 auf der Sietas-Werft in Hamburg-Neuenfelde gebaut. Es wurde 1960 durch das Hamburger Unternehmen HADAG unter deutscher Flagge in Dienst gestellt und zunächst im Seebäderdienst von Hörnum/Sylt nach Helgoland eingesetzt. Anfang 1969 wurde es an die dänische AB Centrumlinjen verchartert, an der die HADAG mit 50 Prozent beteiligt war. Centrumlinjen setzte das Schiff unter dem Namen København für den Fährdienst zwischen Malmö und Kopenhagen ein. Kurz vor dem Konkurs der Centrumlinjen wurde das Schiff im Oktober 1975 von der HADAG abgezogen und nach Hamburg überführt.
Im Dezember 1975 wurde das Schiff von der HADAG an die damalige Flensburger Förde-Reederei verkauft und als Nordsee I zunächst für Butterfahrten in der Nordsee und später in der Ostsee einsetzte.
Nach 23 Jahren wurde das Schiff im Frühjahr 1998 aufgrund des bevorstehenden Endes der zollfreien Einkaufsfahrten ab 1999 nach Spanien verkauft, wo es für Einkaufsfahrten eingesetzt werden sollte. Das Schiff wurde als Estrella del Mar unter die Flagge von St. Vincent und die Grenadinen gebracht. Heimathafen war nun Kingstown. Da die spanischen Behörden für die geplanten Einkaufsfahrten in spanischen Gewässern keine Genehmigung erteilten, wurde das Schiff wenig später erneut verkauft und in Estrella umbenannt. Unter diesem Namen wurde es eine Zeit als Fähre zwischen Gibraltar und Tanger eingesetzt, dann aber in Gibraltar aufgelegt. Pläne, das Schiff in eine Yacht umzubauen, schlugen 2001 fehl. Danach lag das Schiff als Irrational Exuberance in Gibraltar. 2005 wurde das Schiff von den Behörden arrestiert, weil Hafengebühren nicht mehr gezahlt wurden.
Das Schiff sollte zunächst nach dem Verkauf an eine Abwrackwerft Ende 2007 verschrottet werden. Da jedoch Wasser in das Schiff eindrang und an der Außenmole, an der das Schiff aufgelegt war, der Einsatz von Pumpen nicht möglich war, wurde das Schiff am 27. Dezember 2007 zum Liegeplatz 5 an der Nordmole in Gibraltar verholt, wo es gegen 20 Uhr auf den etwa 10 Meter tiefen Grund des Hafenbeckens sank. Am 24. November 2008 wurde das gesunkene Schiff von dem Schwimmkran Taklift 6 gehoben und auf der Südmole der Cammell-Laird-Werft in Gibraltar abgesetzt, wo es endgültig verschrottet wurde.